# Mont Gosse
Der Mont Gosse ist ein 628 m hoher Hügel am östlichen Fuß des Petit Salève. Er befindet sich in der Gemeinde Monnetier-Mornex, im französischen Département Haute-Savoie. Er liegt oberhalb des Dorfs Mornex, 200 m über dem Arvetal.
Der Hügel ist nach dem Genfer Naturwissenschaftler und Apotheker Henri-Albert Gosse benannt. Dieser kaufte den Hügel 1800 und baute auf den mittelalterlichen Burgruinen ein Landhaus und ein Pavillon, genannt Temple de la Nature (Tempel der Natur), in dem am 6. Oktober 1815 die Schweizerische Naturforschende Gesellschaft gegründet wurde. Das Gelände ist immer noch im Besitz der Nachkommen von Henri-Albert Gosse.

## Burg Mornex
Im Mittelalter stand auf dem Hügel die Burg Mornex. Diese gehörte zuerst der Familie Mornex; 1289 wurde sie von den Grafen von Genf gekauft. 
Am Anfang des 15. Jahrhunderts  wurde die Burg von Amadeus VIII., Graf von Savoyen (späterer Herzog von Savoyen, Fürst von Piemont, und Gegenpapst Felix V.), erworben und blieb bis zur Revolution im Besitz des Hauses Savoyen. Die Burgeinfriedung hatte die Form eines unregelmäßigen Rechtecks von 85 zu 36–40 m; die Grundmauern sind heute noch sichtbar. 